# لوله حفاری
لوله حفاری (انگلیسی: Drill pipe) لوله‌ای از جنس فولاد یا آلومینیوم می‌باشد، که مهمترین بخش رشته حفاری بشمار می‌آید و به منظور انتقال انرژی به مته حفاری و عبور دادن گل حفاری به ته چاه، جهت خنک نمودن سر مته، همچنین انتقال قطعات خرد شده سنگ از فضای بین دیواره خارجی رشته حفاری و ستون چاه به سطح زمین، طراحی گردیده است.